# Franz Sigel
Franz Sigel (18 de noviembre de 1824 - 21 de agosto de 1902) fue un militar alemán y oficial del ejército de los Estados Unidos, que trabajó como maestro, periodista, político, y sirvió como general de división del Ejército de la Unión durante la Guerra Civil Americana.

## Biografía

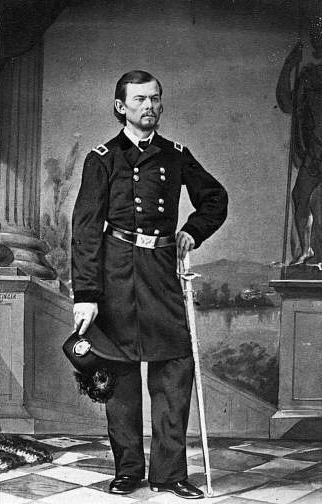
Franz Sigel.

Sigel nació en Sinsheim, Baden, y asistió al instituto en Bruchsal. Se graduó en la Academia Militar de Kalsruhe en 1843, y fue nombrado teniente del ejército de Baden. Conoció a los revolucionarios Friedrich Hecker y  Gustav von Struve y llegó a asociarse con el movimiento revolucionario. Fue herido en un duelo en 1847. El mismo año, se retiró del ejército para iniciar estudios de leyes en Heidelberg. Tras organizar un cuerpo libre de revolucionarios en Mannheim y más tarde en el Condado de Seekreis, pronto se convirtió en un líder de las fuerzas revolucionarias de Baden, con el rango de coronel durante la Revolución de 1848, siendo uno de los pocos revolucionarios con experiencia en el mando. En abril de 1848, dirigió el "Sigel-Zug", reclutando una milicia de más de 4,000 voluntarios para llevar a cabo un sitio contra la ciudad de Friburgo. Su ejército fue aniquilado el 23 de abril de 1848 por tropas mejor equipadas y experimentadas de Prusia y de Wurtemberg. En 1849, se convirtió en el Secretario de la Guerra y comandante en jefe del gobierno republicano revolucionario de Baden. Herido en una escaramuza, Sigel tuvo que ceder el mando pero continuó apoyando el esfuerzo de guerra revolucionario como ayudante de su sucesor. Después de que Prusia sofocó la revolución, Sigel huyó a Suiza y más tarde a Inglaterra. Sigel emigró a los Estados Unidos en 1852, como tantos otros alemanes veteranos de la revolución de 1848.
Sigel enseñó en colegios públicos de la ciudad de Nueva York y sirvió en la milicia del estado. En 1857, se convirtió en profesor del Instituto Germano-Americano de San Luis (Misuri). Fue elegido director de los colegios públicos de San Luis en 1860. Fue un personaje influyente dentro de la comunidad de inmigrantes de Misuri. Atrajo a muchos alemanes hacia las causas de la Unión y del antiesclavismo cuando las apoyó abiertamente en 1861. Se casó con una hija de Rudolf Dulon y enseñó en la escuela de Dulon.

## La Guerra civil
Poco antes del comienzo de la guerra, Sigel fue nombrado coronel del 3.º de Infantería de Misuri (4 de mayo de 1861). Sigel reclutó y organizó una expedición al suroeste de Misuri, y posteriormente luchó en la batalla de Carthage, donde una fuerza de la milicia pro confederada de Misuri le derrotó en una lucha sin demasiado sentido. La derrota de Sigel, sin embargo, ayudó a incrementar el reclutamiento para la Guardia Estatal de Misuri y para las fuerzas confederadas locales.
Durante todo el verano, el presidente Abraham Lincoln estuvo buscando muy activamente el apoyo de los inmigrantes antiesclavistas y pro unionistas. Sigel, siempre popular entre los inmigrantes alemanes, era un buen candidato para hacer avanzar este plan. Fue ascendido a general de brigada el 7 de agosto de 1861, a contar desde el 17 de mayo, uno de tantos de los generales políticos aprobados por Lincoln.
Sigel sirvió bajo el general de brigada Nathaniel Lyon en la toma del confederado Camp Jackson en San Luis y en la batalla de Wilson's Creek, donde su unidad fue vencida. Su mejor actuación se produjo el 8 de marzo de 1862, en la batalla de Pea Ridge, donde comandó dos divisiones y dirigió personalmente la artillería de la Unión en la derrota del general de división Earl Van Dorn el segundo día de la batalla.
Sigel fue promocionado a general de división el 21 de marzo de 1862. Sirvió como comandante de una división en el valle de Shenandoah y combatió sin éxito contra el general Thomas J. "Stonewall" Jackson, que logró burlar y derrotar la mucho mayor fuerza de la Unión en una sucesión de pequeños enfrentamientos. Sigel mandó el I Cuerpo en el Ejército de Virginia de John Pope en la Segunda Batalla de Bull Run, una nueva derrota de la Unión, donde resultó herido en la mano.
Durante el invierno de 1862–63, Sigel estuvo al mando del XI Corps del Ejército del Potomac, formado principalmente por soldados inmigrantes alemanes. En todo este periodo, el XI Cuerpo no entró en acción; permaneció en reserva durante la batalla de Fredericksburg. Sigel había adquirido a lo largo de la guerra la reputación de ser un general inepto, pero su habilidad para reclutar y motivar a los inmigrantes alemanes le mantuvo en su cargo en una situación políticamente sensible. Muchos de esos soldados apenas sabían hablar inglés más allá de decir I'm going to fight mit Sigel (Voy a luchar con Sigel), que era su orgulloso lema y se convirtió en una de las canciones favoritas de la guerra. Estos soldados alemanes se mostraron bastantes descontentos cuando Sigel abandonó el IX Cuerpo en febrero de 1863 y fue reemplazado por el general de división Oliver O. Howard, que no tenía afinidades con los inmigrantes. Afortunadamente para Sigel, las dos manchas negras en la reputación del IX Cuerpo, Chancellorsville y Gettysburg ocurrieron después de su relevo en el mando.
La razón para el relevo de Sigel no está clara. Algunas versiones citan problemas de salud; otras que Sigel había expresado su descontento con el pequeño tamaño de su cuerpo y había pedido ser relevado. El general en jefe Henry W. Halleck detestaba a Sigel y consiguió mantenerlo relegado a tareas sin importancia en el este de Pensilvania hasta marzo de 1864. El presidente Lincoln, necesitado de apoyos políticos en su búsqueda de la reelección, ordenó al Secretario de la Guerra Edwin M. Stanton colocar a Sigel al mando del nuevo Departamento de Virginia Occidental.
Desde su nuevo mando, Sigel abrió la Campaña del Valle de 1864, lanzando una invasión del Valle de Shenandoah. Sigel fue sonoramente derrotado por el general de división John C. Breckenridge en la batalla de New Market el 15 de mayo de 1864, que fue particularmente embarazosa debido al prominente papel jugado por los jóvenes cadetes del Instituto Militar de Virginia en su derrota. En julio luchó contra el teniente general Jubal A. Early en Harpers Ferry, pero pronto fue relevado de su mando por «falta de agresividad» y sustituido por el general de división David Hunter. Sigel pasó el resto de la guerra sin mando activo.

## Tras la guerra
Sigel dimitió el 4 de mayo de 1865, y trabajó como periodista en Baltimore, y como editor de un periódico en Nueva York. Sigel ocupó allí una gran variedad de cargos políticos, tanto como demócrata como republicano. En 1887, el presidente Grover Cleveland le nombró agente de pensiones para la ciudad de Nueva York. Franz Sigel murió en Nueva York en 1902 y está enterrado en el cementerio Woodlawn del Bronx. Hay una estatua de Sigel en el parque Riverside en Manhattan y otra en el parque Forest en San Luis. Hay también un parque llamado Sigel en su honor en el Bronx, al sur de Courthouse cerca del Yankee Stadium. El pueblo de Sigel, en Pensilvania, fundado en 1865, fue llamado así en homenaje a Franz Sigel.

## Honores
Hay estatuas suyas en Riverside Park, esquina con la calle 106 en Manhattan y en Forest Park en St. Louis, Missouri. También hay un parque con su nombre en el Bronx, justo al sur del Palacio de Justicia, cerca del Yankee Stadium. La calle Siegel en Williamsburg, Brooklyn lleva su nombre, La calle Sigel de Worcester, Massachusetts también recibió su nombre, así como el pueblo de Sigel, Pensilvania, fundado en 1865, además de Sigel (Illinois), que se asentó en 1863. El municipio de Sigel, Minnesota, fundado en 1856 y organizado en abril de 1862, también lleva el nombre de Sigel.  Hay una calle que lleva su nombre en el campus occidental de la Agencia Nacional de Inteligencia Geoespacial de San Luis (que se encuentra en los terrenos del antiguo Arsenal de San Luis). Hacia 1873, el propio Sigel visitó el municipio de Sigel y New Ulm, Minnesota.